# Подвойское
Подво́йское — деревня в Бельском районе Тверской области. Входит в состав Егорьевского сельского поселения.
Находится в 7 километрах к востоку от районного центра города Белый, на автодороге «Белый—Воротьково—Оленино», поблизости от реки Обша.
Население по переписи 2002 года — 48 человек, 20 мужчины, 28 женщин.

## История
Русский вице-адмирал Богдан Андреевич Баратынский (1771—1820), после отставки поселился в принадлежавшем ему сельце Подвойском Бельского уезда Смоленской губернии. Он приходился дядей поэту Евгению Баратынскому, который посещал Подвойское.
По данным 1859 года владельческая деревня Подвойское Бельского уезда, на Ржевском почтовом тракте, 9 вёрст от уездного города, у реки Обши, 10 дворов, 102 жителя. В середине XIX-начале XX века деревня Подвойская относилась к Егорьевской волости Бельского уезда Смоленской губернии.
В 1940 деревня Подвойская (23 двора) в Гридинском сельсовете Бельского района Смоленской области.
В 1944—1957 годах деревня Подвойское в Великолукской области, с 1957 года — в Калининской области.
В 1997 году — 27 хозяйств, 58 жителей.

## Население
| 2008 | 2010 |
| ---- | ---- |
| 46   | ↘32  |